# Whitney Bader
 (février 2023).
La mise en forme du texte ne suit pas les recommandations de Wikipédia : il faut le « wikifier ».
Les points d'amélioration suivants sont les cas les plus fréquents. Le détail des points à revoir est peut-être précisé sur la page de discussion.
- Les titres sont pré-formatés par le logiciel. Ils ne sont ni en capitales, ni en gras.
- Le texte ne doit pas être écrit en capitales (les noms de famille non plus), ni en gras, ni en italique, ni en « petit »…
- Le gras n'est utilisé que pour surligner le titre de l'article dans l'introduction, une seule fois.
- L'italique est rarement utilisé : mots en langue étrangère, titres d'œuvres, noms de bateaux, etc.
- Les citations ne sont pas en italique mais en corps de texte normal. Elles sont entourées par des guillemets français : « et ».
- Les listes à puces sont à éviter, des paragraphes rédigés étant largement préférés. Les tableaux sont à réserver à la présentation de données structurées (résultats, etc.).
- Les appels de note de bas de page (petits chiffres en exposant, introduits par l'outil «  Source ») sont à placer entre la fin de phrase et le point final[comme ça].
- Les liens internes (vers d'autres articles de Wikipédia) sont à choisir avec parcimonie. Créez des liens vers des articles approfondissant le sujet. Les termes génériques sans rapport avec le sujet sont à éviter, ainsi que les répétitions de liens vers un même terme.
- Les liens externes sont à placer uniquement dans une section « Liens externes », à la fin de l'article. Ces liens sont à choisir avec parcimonie suivant les règles définies. Si un lien sert de source à l'article, son insertion dans le texte est à faire par les notes de bas de page.
- La présentation des références doit suivre les conventions bibliographiques. Il est recommandé d'utiliser les modèles {{Ouvrage}}, {{Chapitre}}, {{Article}}, {{Lien web}} et/ou {{Bibliographie}}. Le mode d'édition visuel peut mettre en forme automatiquement les références.
- Insérer une infobox (cadre d'informations à droite) n'est pas obligatoire pour parachever la mise en page.

Pour une aide détaillée, merci de consulter Aide:Wikification.
Si vous pensez que ces points ont été résolus, vous pouvez retirer ce bandeau et améliorer la mise en forme d'un autre article.
Whitney Bader est attachée spécifique à la Ville de Liège. Elle a été assistante de recherche dans le département d’astrophysique, géophysique et océanographie à l’Université de Liège en Belgique. Elle a bénéficié d’une bourse postdoctorale européenne (MSCA IF) dans le but de développer sa carrière scientifique. Son projet ISOMET consiste à la surveillance de la composition et de la circulation de l’atmosphère terrestre. Elle articule la physique aux enjeux climatiques actuels.

## Parcours universitaire
W. Bader entame un bachelier en chimie sur les bancs de l’Université de Liège en 2006. Elle poursuit ses études en effectuant un master en climatologie dans cette même université pour finir par un doctorat en astrophysique et géophysique. Grâce à sa bourse postdoctorale, celle-ci se rend à l’Université de Toronto (Canada) dans le département de physique  où elle bénéficie du statut de stagiaire postdoctorale durant deux ans. Ensuite, elle retourne à l’ULiège où elle est assistante de recherche.

## Publications
À la suite de ses recherches, Bader a publié différents ouvrages scientifiques. Parmi ceux-ci, citons :
- Bader, W., Bovy, B., Conway, S., Strong, K., Smale, D., Turner, A. J., ... & Mahieu, E. (2017). The recent increase of atmospheric methane from 10 years of ground-based NDACC FTIR observations since 2005. Atmospheric Chemistry and Physics, 17(3), 2255-2277.
- Franco, B., Hendrick, F., Van Roozendael, M., Müller, J. F., Stavrakou, T., Marais, E. A., ... & Mahieu, E. (2015). Retrievals of formaldehyde from ground-based FTIR and MAX-DOAS observations at the Jungfraujoch station and comparisons with GEOS-Chem and IMAGES model simulations. Atmospheric Measurement Techniques, 8(4), 1733-1756.
- Franco, B., Bader, W., Toon, G. C., Bray, C., Perrin, A., Fischer, E. V., ... & Mahieu, E. (2015). Retrieval of ethane from ground-based FTIR solar spectra using improved spectroscopy: Recent burden increase above Jungfraujoch. Journal of Quantitative Spectroscopy and Radiative Transfer, 160, 36-49.
- Zhou, M., Langerock, B., Vigouroux, C., Sha, M. K., Ramonet, M., Delmotte, M., ... & De Mazière, M. (2018). Atmospheric CO and CH 4 time series and seasonal variations on Reunion Island from ground-based in situ and FTIR (NDACC and TCCON) measurements. Atmospheric Chemistry and Physics, 18(19), 13881-13901.
- Olsen, K. S., Strong, K., Walker, K. A., Boone, C. D., Raspollini, P., Plieninger, J., ... & Saitoh, N. (2017). Comparison of the GOSAT TANSO-FTS TIR CH 4 volume mixing ratio vertical profiles with those measured by ACE-FTS, ESA MIPAS, IMK-IAA MIPAS, and 16 NDACC stations. Atmospheric Measurement Techniques, 10(10), 3697-3718.
- Franco, B., Marais, E. A., Bovy, B., Bader, W., Lejeune, B., Roland, G., ... & Mahieu, E. (2016). Diurnal cycle and multi-decadal trend of formaldehyde in the remote atmosphere near 46 N. Atmospheric Chemistry and Physics, 16(6), 4171-4189.
- Mahieu, E., Zander, R., Toon, G. C., Vollmer, M. K., Reimann, S., Mühle, J., ... & Duchatelet, P. (2014). Spectrometric monitoring of atmospheric carbon tetrafluoride (CF 4) above the Jungfraujoch station since 1989: evidence of continued increase but at a slowing rate. Atmospheric Measurement Techniques, 7(1), 333-344.
- Friedrich, M., Beutner, E., Reuvers, H., Smeekes, S., Urbain, J. P., Bader, W., ... & Mahieu, E. (2020). A statistical analysis of time trends in atmospheric ethane. Climatic change, 162(1), 105-125.
- Bader, W., Stavrakou, T., Muller, J. F., Reimann, S., Boone, C. D., Harrison, J. J., ... & Mahieu, E. (2014). Long-term evolution and seasonal modulation of methanol above Jungfraujoch (46.5 N, 8.0 E): optimisation of the retrieval strategy, comparison with model simulations and independent observations. Atmospheric Measurement Techniques, 7(11), 3861-3872.
- Mahieu, E., O'Doherty, S., Reimann, S., Vollmer, M., Bader, W., Bovy, B., ... & Zander, R. (2013). First retrievals of HCFC-142b from ground-based high resolution FTIR solar observations: application to high altitude Jungfraujoch spectra. In Geophysical Research Abstracts (Vol. 15). European Geophysical Society, Katlenburg-Lindau, Germany[4].